# Mortimer Wheeler
Sir Mortimer Wheeler (Glasgow, 10 de septiembre de 1890 - Londres, 22 de julio de 1976) fue un arqueólogo británico. 
Se convirtió en un referente sobre la investigación arqueológica al desarrollar la excavación estratigráfica, en la que se recogen materiales de un terreno dividido en cuadrados disponiéndolos con una secuencia cronológica, así como el primer método para datar un objeto. Señalando que «el arqueólogo no puede ser un mero recolector de objetos, sino de hechos, ponía a la arqueología en un serio aprieto» (Wheeler, 1956: pág. 228).
Gracias a su descubrimiento, en 1946, de alfarería estilísticamente diferenciada en Harappa (en el actual Pakistán) se demostró que la cultura Kot Diji pertenecía a principios de la Edad del Bronce.
En 1947 investigó profundamente el sitio arqueológico de Brahmaguiri (en el Estado de Karnataka), que investigó en nombre del Archaeological Survey of India.

## Obra
- The excavation of Maiden Castle, Dorset : second interim report. 1936
- Five thousand years of Pakistan; an archaeological outline. 1950
- Reports of the Research Committee of the Society of Antiquaries of London Nº XVII: The Stanwick Fortifications, North Riding of Yorkshire. 1954
- Archaeology from the earth. 1954
- Roman art and architecture. 1964
- Civilizations of the Indus Valley and beyond. 1966

- Datos: Q733878
- Multimedia: Mortimer Wheeler / Q733878